# Hélicoptère AEG
À partir de 1933, R. Schmidt entreprit pour Allgemeine Elektricitäts-Gesellschaft l’étude d’un hélicoptère captif destiné à l’observation du champ de bataille ou au réglage d’artillerie. 
Deux rotors bipales coaxiaux étaient entraînés par un moteur électrique de 200 ch et trois tubes partant en étoile au-dessus du rotor supérieur supportaient la cabine et recevaient les entraves de l’engin. Ces câbles étaient également utilisés également pour alimenter le moteur depuis un camion spécialement aménagé pour le transport, sur lequel était installé un groupe électrogène de 2 kV. Malgré des essais réussis en 1940, cet appareil ne fut pas retenu par la Wehrmacht, en raison essentiellement de la difficulté à trouver sur le champ de bataille une source électrique suffisante.